# Vazieren
Vazieren war eine bis um etwa 1900 gebräuchliche Bezeichnung für Wandergesellen und umherziehende Straßenmusiker.
Das Zeitwort stand nach einigen (allerdings teilweise widersprüchlichen) Quellen für Arbeitslosigkeit und hängt wohl mit dem heutigen Wort Vakanz zusammen. In den Komödien Nestroys (1801–1862) spielen vazierende Gesellen oft eine Hauptrolle und machen schon damals die soziale Problematik längerer Beschäftigungslosigkeit deutlich. In Josefine Mutzenbachers Erinnerungen bezeichnet sich Rudolf als (zurzeit) vazierend.

## Aus dem Wanderleben eines Bäckers
Einen guten Einblick in die Verhältnisse des ausgehenden 19. Jahrhunderts gibt das Tagebuch Ludwig Funders, das sein Enkel Wolfgang Funder 1998 fand und dem Böhlau-Verlag übergab. Es beschreibt die 8-jährige Walz eines jungen Zuckerbäckers von Graz über Wien nach Bayern, Schwaben, ins Rheinland und nach Hessen. Durch Gelegenheitsarbeit schlug er sich bis Hamburg und Münster durch, dann über Holland nach London, zur Handelsmarine und schließlich als gut bezahlter Konditor. Mit einem schweren Nervenleiden nach Hamburg zurückgekehrt, wurde er im Freimaurer-Hospital kuriert, verliebte er sich im Hafen-Vorort Harburg in die mittellose Julie und erlebte eine langwierige Brautwerbung, die zuletzt doch akzeptiert wurde.
Die flüssig und interessant geschriebene Autobiografie, die auch kurze Reisen nach Prag, Berlin, Amsterdam und Paris erzählt, erschien im Jahr 2000 unter dem Titel "Aus meinem Burschenleben". Im Folgenden sei aus dem Vorwort des Herausgebers Ernst Bruckmüller (p.22-23) zitiert: 

"In den [eigens für vazierende Handwerker eingerichteten] Herbergen sollten die Gesellen auch erfahren, wo es Arbeit gab. Erhielt er keine, so musste er weiterziehen."
"Das Wandern der Gesellen wurde zuweilen aber auch zur Gewohnheit, man könnte sogar von einer Art Sucht sprechen. Das ungebundene freie Leben auf der Wanderschaft erschien aus der engen Perspektive der engen Bindung an eine bestimmte Stadt, an Haus und Familie als verlockende Alternative. [...] Wehmut, als die Wanderung zu Ende ging -- damit war ja das freie Leben überhaupt zu Ende. Das Vazieren, zuweilen verbunden mit Arbeit, zuweilen auch mit Betteln (dem streng verbotenen "Fechten") ... brachte in der Regel genügend zum Laben ein, wenn man nicht gerade wählerisch war ..."

## Heutige Situation
Dass früher viele Handwerksgesellen und auch Musiker die Arbeitssuche mit unfreiwilligem Wandern verbinden mussten, ist heute bei Arbeitern durch die Sozialpolitik entschärft. Bei freischaffenden Künstlern am Beginn ihrer allfälligen Karriere greift sie aber nur teilweise. Manche Musikstudenten nützen eine (vorübergehende) Tätigkeit als Straßen- bzw. Wandermusiker auch zur Erweiterung ihres künstlerischen Weltbildes.
Bei Handwerkern und im Einzelhandel finden Tätigkeiten, wie sie frühere Vazieranten als Gelegenheitsarbeit angenommen haben, teilweise bis heute unter dem Begriff Stör statt.